# Nannūl
 (septembre 2013).
 (février 2016).
Si vous disposez d'ouvrages ou d'articles de référence ou si vous connaissez des sites web de qualité traitant du thème abordé ici, merci de compléter l'article en donnant les références utiles à sa vérifiabilité et en les liant à la section « Notes et références ».

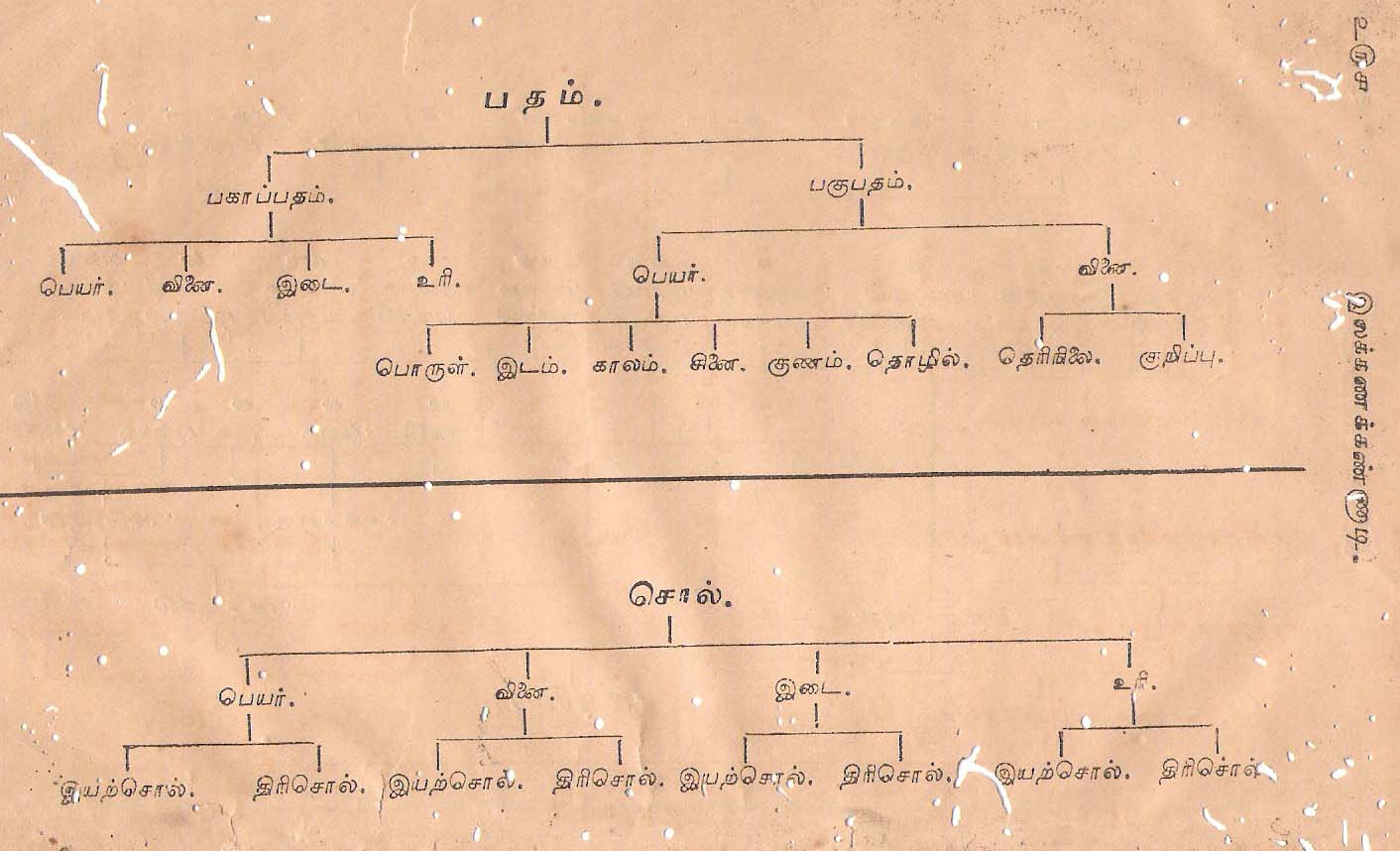
Nannuul Approach 1.

Nannūl (tamoul : நன்னூல் naṉṉūl, bon livre) est un livre de grammaire de Pavananthi Munivar écrit au XIIIe siècle. Il commente en partie le Tolkāppiyam et sert de base de grammaire du Tamoul moderne[réf. nécessaire].